# Taubertal bei Bieberehren
Als Taubertal bei Bieberehren wird ein Teil des Naturraums Tauberland in Baden-Württemberg und Bayern bezeichnet, in dessen Gebiet sich ein Abschnitt der namengebenden Tauber sowie der Ort Bieberehren (im Landkreis Würzburg) befinden. Das Taubertal bei Bieberehren ist als naturräumliche Teileinheit Nr. 129.33 der Haupteinheitengruppe Neckar- und Tauber-Gäuplatten eine von vier Untergliederungseinheiten der Einheit Taubergrund (Nr. 129.3) in zweiter Nachkommastelle. Die anderen Untergliederungseinheiten des Taubergrunds sind das Mittlere Taubertal (Nr. 129.30), das Vorbachtal (Nr. 129.31) und das Wittigbachtal (Nr. 129.32).

## Naturräumliche Gliederung
Das Taubertal bei Bieberehren ist folgender Teil des Naturraums Tauberland der Haupteinheitengruppe Neckar- und Tauber-Gäuplatten:
- (zu 12 Neckar- und Tauber-Gäuplatten)
  - 129 Tauberland
    - 129.0 Umpfer-Wachbach-Riedel
      - 129.01 Königheimer Tal

    - 129.1 Südliche Tauberplatten
    - 129.2 Freudenbacher Platte
    - 129.3 Taubergrund
      - 129.30 Mittleres Taubertal
      - 129.31 Vorbachtal
      - 129.32 Wittigbachtal
      - 129.33 Taubertal bei Bieberehren

    - 129.4 Tauberberg
      - 129.40 Unterbalbach-Röttinger Riedel
      - 129.41 Messelhäuser Hochfläche
      - 129.42 Großrinderfelder Fläche
      - 129.43 Werbach-Böttigheimer Tal